# Charles B. Deane

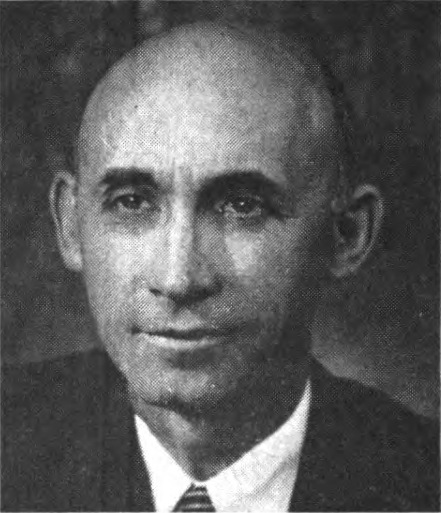
Charles B. Deane (1955)

Charles Bennett Deane (* 1. November 1898 in Ansonville, Anson County, North Carolina; † 24. November 1969 in Rockingham, North Carolina) war ein US-amerikanischer Politiker. Er vertrat den Bundesstaat North Carolina als Abgeordneter im US-Repräsentantenhaus.

## Werdegang
Charles Deane besuchte die Pee Dee Academy in Rockingham und anschließend die Trinity Park School in Durham zwischen 1918 und 1920. Danach graduierte er 1923 an der juristischen Fakultät des Wake Forest College. Seine Zulassung als Anwalt bekam er im selben Jahr und eröffnete dann eine Praxis in Rockingham.
Deane arbeitete dann zwischen 1926 und 1934 für das Grundbuchamt im Richmond County. Danach war er Rechtsanwalt in der Lohn- und Stundenabteilung des Arbeitsministeriums in Washington, D.C. in den Jahren 1938 und 1939. Anschließend beschäftigte er sich mit dem Verwaltungsrecht und allgemeinen Versicherungsgeschäften. Des Weiteren fungierte er zwischen 1932 und 1946 als Vorsitzender der Demokratischen Partei im Richmond County. Ferner war er auch Kurator des Wake Forest College.
Deane wurde 1946 als Demokrat in den 80. und die vier nachfolgenden Kongresse gewählt. Seine Amtszeit belief sich vom 3. Januar 1947 bis zum 3. Januar 1957. Er bewarb sich 1956 noch einmal um die innerparteiliche Nominierung für die Wahl zum 85. Kongress, scheiterte aber an Alvin Paul Kitchin. In seiner Amtszeit im Kongress weigerte er sich 1956, das Southern Manifesto zu unterzeichnen, das sich gegen die Rassenintegration an öffentlichen Einrichtungen aussprach.
Charles Deane starb am 24. November 1969 in Rockingham. Er wurde auf dem Eastside Cemetery beigesetzt.